# 奥雷罗
奥雷罗（義大利語：Orero），是意大利热那亚省的一个市镇。总面积15.8平方公里，人口604人，人口密度38.2人/平方公里（2009年）。ISTAT代码为010042。